# Castilleja levisecta
Castilleja levisecta är en snyltrotsväxtart som beskrevs av Jesse More Greenman. Castilleja levisecta ingår i släktet målarborstar, och familjen snyltrotsväxter. Inga underarter finns listade i Catalogue of Life.

## Bildgalleri

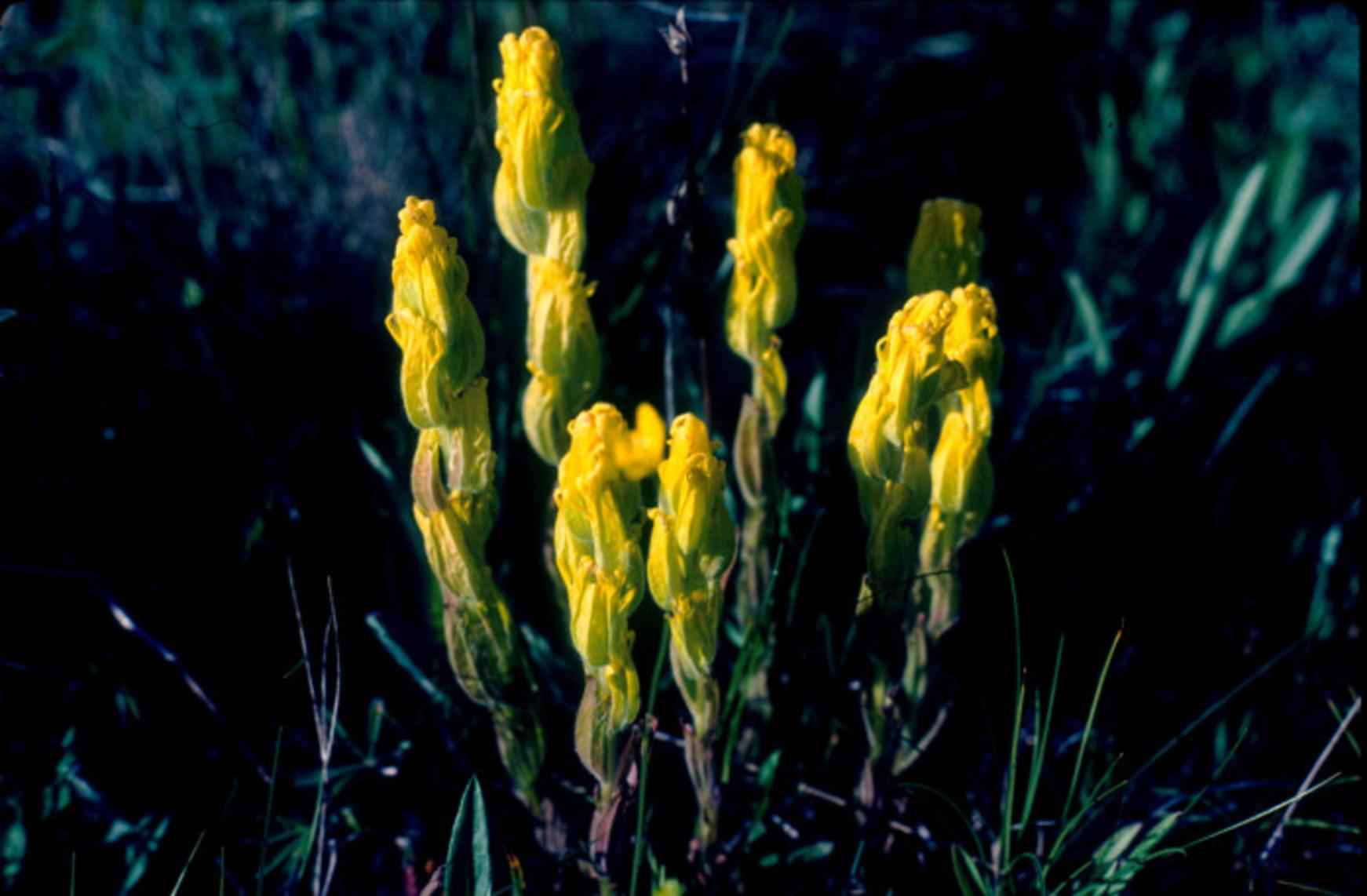
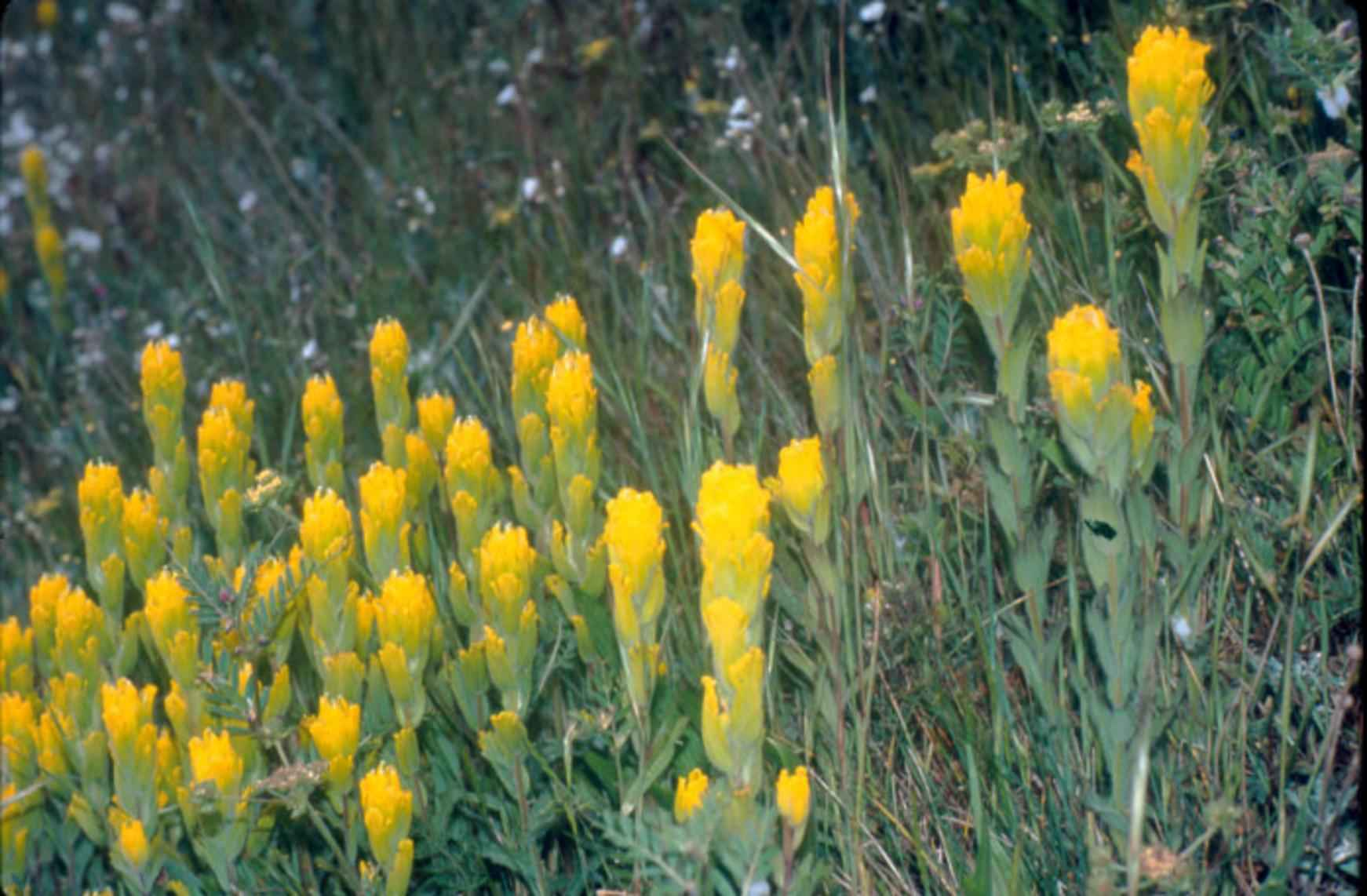
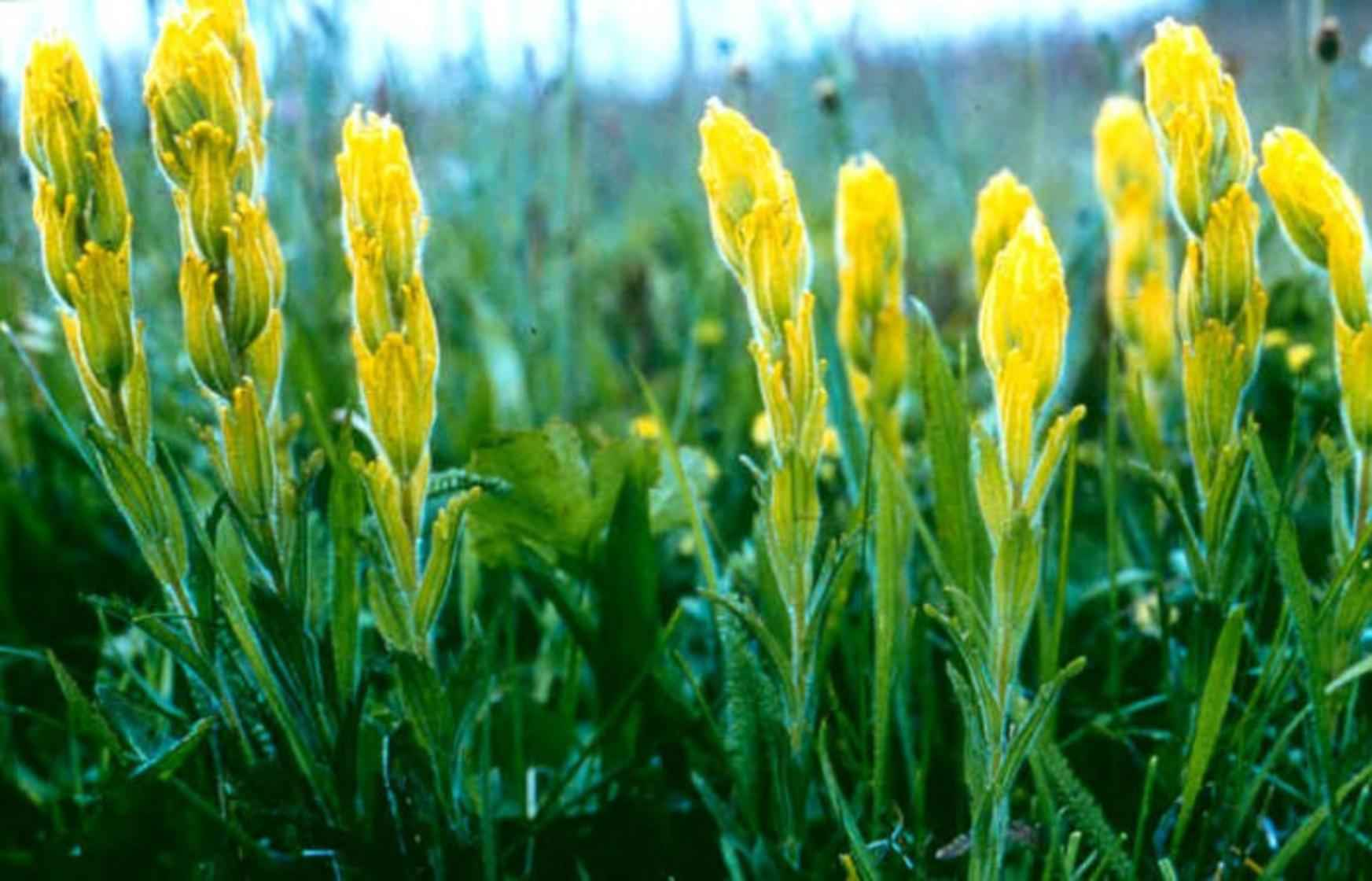
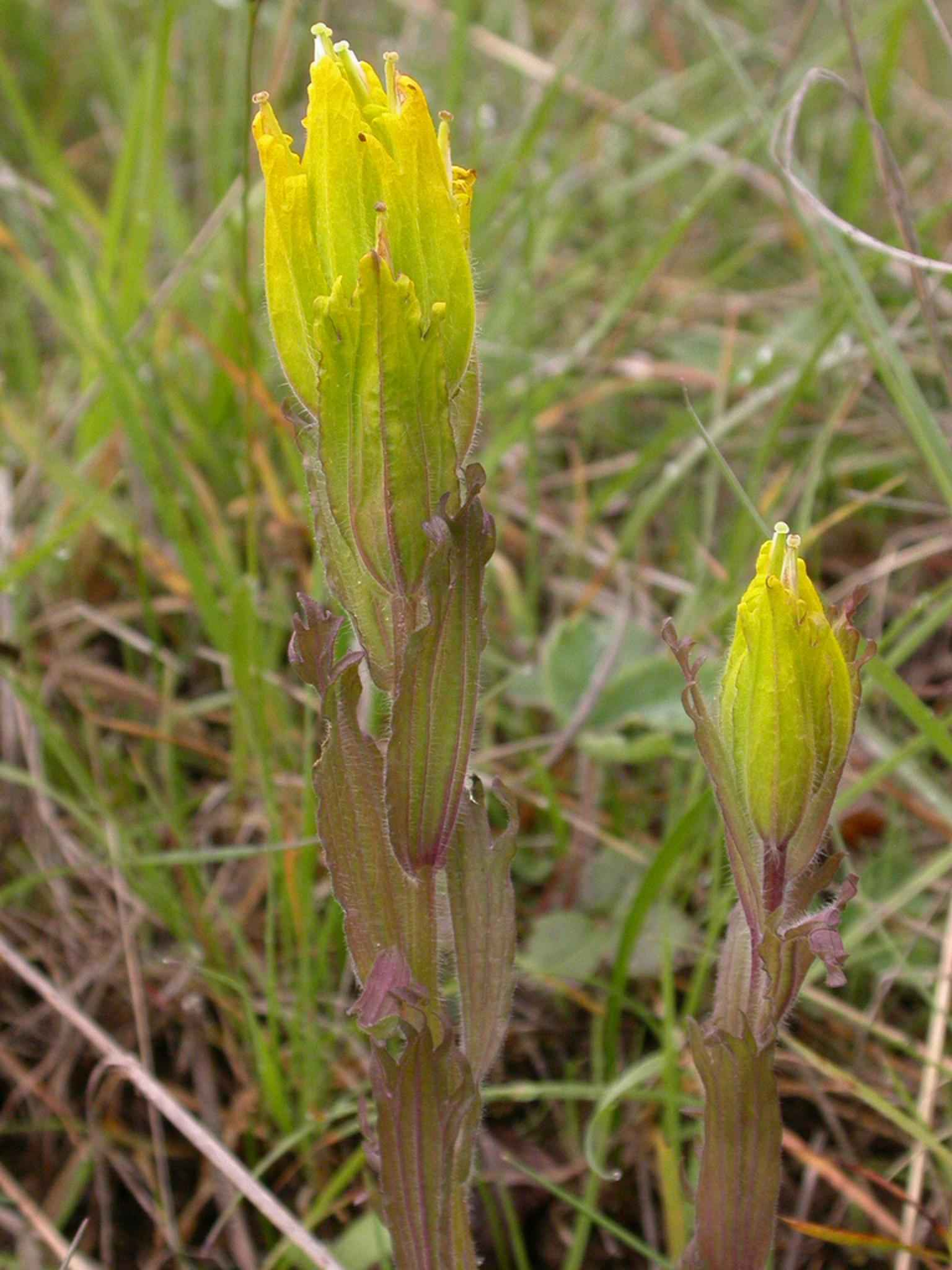